# Idrottsplatsen, Göteborg
Idrottsplatsen var en idrottsplats på Tegelbruksängen i Göteborg som existerade 1896–1915. Den uppfördes på "Levgrens äng", på den plats där nu fotbollsarenan Gamla Ullevi står. Den invigdes den 28 juni 1896.
Den 12 juli 1908 spelades här Sveriges första herrlandskamp i fotboll, då svenskarna besegrade Norge med 11–3 vid en vänskapsmatch.
Idrottsplatsen byggdes av Göteborgs Velocipedklubb, som behövde en särskild cykelbana efter att på det tidiga 1890-talet anordnat sina tävlingar runt Stora dammen i Slottsskogen, och bestod av en betongvelodrom för cykeltävlingar, löparbanor samt en grusplan för fotbollsmatcher. Vid ena långsidan fanns även en sittplatsläktare i trä med plats för 600 åskådare. 1905 spelade nybildade IFK Göteborg sin första tävlingsmatch på Idrottsplatsen, men i takt med klubbens växande framgångar flyttades matcher istället till den mer moderna Walhalla IP. 1915 påbörjades rivningen av Idrottsplatsen för att göra plats för vad som skulle bli Gamla Ullevi.